# Lijst van voetbalinterlands Colombia - Nederland
Deze lijst van voetbalinterlands is een overzicht van de officiële voetbalwedstrijden tussen de nationale teams van Colombia en Nederland. De landen hebben tot op heden een keer tegen elkaar gespeeld. Dat was een vriendschappelijke wedstrijd op 19 november 2013 in Amsterdam.

## Wedstrijden
| № | № NED | Plaats    | Datum            | Competitie        | Wedstrijd            | Uitslag |
| - | ----- | --------- | ---------------- | ----------------- | -------------------- | ------- |
| 1 | 740   | Amsterdam | 19 november 2013 | Vriendschappelijk | Nederland – Colombia | 0 – 0   |

## Samenvatting
| Competitie        | Totaal gespeeld | Winst Colombia | Gelijk | Winst Nederland | Doelsaldo Colombia – Nederland |
| ----------------- | --------------- | -------------- | ------ | --------------- | ------------------------------ |
| Vriendschappelijk | 1               | 0              | 1      | 0               | 0 − 0                          |
| Totaal            | 1               | 0              | 1      | 0               | 0 − 0                          |

Wedstrijden bepaald door strafschoppen worden, in lijn met de FIFA, als een gelijkspel gerekend.

## Details

### Eerste ontmoeting
De eerste ontmoeting tussen Oranje en Colombia, voor aanvang van de wedstrijd respectievelijk de nummers 8 en 4 van de FIFA-wereldranglijst, vond plaats op 19 november 2013. Het vriendschappelijke duel werd gespeeld in de Amsterdam ArenA in Amsterdam en eindigde in een doelpuntloos gelijkspel. Wel was er actie genoeg op het veld. Jeremain Lens kreeg na 35 minuten spelen de rode kaart voorgehouden door de scheidsrechter. Na een (ongeziene) trap in het strafschopgebied van Pablo Armero aan de aanvaller van FC Dynamo Kiev, verloor Lens zijn beheersing en greep de Colombiaanse verdediger naar de keel. Enkele minuten later kegelde Memphis Depay de scheidsrechter omver, wat hij later met een koel handje goedmaakte. In de tweede helft gebeurde een gelijkwaardig incident, dit keer met de grensrechter die omver gekegeld werd door Ron Vlaar.
De enige hoogtepunten voor het doel waren een listig schot van Rafael van der Vaart in de 6e minuut die net buiten bereik van de 42-jarige doelman Mondragón op de kruising landde en een buitenkansje dat Lens voorlangs schoot 9 minuten later. De middenvelder van HSV viel vlak voor rust geblesseerd uit. Eén minuut eerder was de als centrumspits spelende Siem de Jong al geblesseerd naar de kant gegaan. Een buitenspeldoelpunt van Teófilo Gutiérrez na een blunder van de debuterende Veltman werd terecht afgekeurd, ondanks hevige protesten van de Colombianen. 
Jasper Cillessen blonk vooral in de tweede helft uit door enkele knappe reddingen op spaarzaam Colombiaans vuur van Radamel Falcao en James Rodríguez. De wedstrijd eindigde na vier gele kaarten voor de Colombianen, de eerste voor de hard spelende PSV-verdediger Santiago Arias, en een gele voor een gefrustreerde Kevin Strootman tegenover een uitdagende James, in 0-0. Voor beide ploegen was het de laatste wedstrijd van 2013 en voor Louis van Gaal betekende het een volledig ongeslagen jaar.
Oranje verloor in 2013 geen enkele wedstrijd, ook niet de laatste, bijna een uur met 10 man en zonder Arjen Robben, Wesley Sneijder, Robin van Persie en Nigel de Jong tegen het op twee wijzigingen na zelfde Colombiaanse elftal dat België op 16 november met 2-0 versloeg.
| Vriendschappelijk (Amsterdam, Nederland, 19 november 2013): |              | |
| Nederland | 0 – 0        | Colombia |
| | goals        | |
| Louis van Gaal | bondscoach   | José Pékerman |
| Jasper Cillessen Daley Blind Ron Vlaar Joël Veltman Gregory van der Wiel Rafael van der Vaart 45' Stijn Schaars 80' Kevin Strootman Memphis Depay 90+2' Siem de Jong 44' Jeremain Lens | opstellingen | Faryd Mondragón Pablo Armero Cristián Zapata Carlos Valdés Santiago Arias James Rodríguez 46' Abel Aguilar 75' Carlos Sánchez 81' Juan Cuadrado 69' Teófilo Gutiérrez 87' Radamel Falcao |
| Luciano Narsingh 44' Leroy Fer 45' Jonathan de Guzmán 80' Patrick van Aanholt 90+2' | wissels      | 46' Macnelly Torres 69' Víctor Ibarbo 75' Edwin Valencia 81' Jackson Martínez 87' Carlos Bacca                                                                                           |
| Kevin Strootman 68' | gele kaarten | 39' Santiago Arias 44' Abel Aguilar 85' Radamel Falcao 89' Macnelly Torres |
| Jeremain Lens 35' | rode kaarten | |
| - Debuut van Joël Veltman (Ajax) en Patrick van Aanholt (Vitesse) voor Nederland. |              | |

Colfútbol · A-internationals · Selecties · Statistieken · Bondscoaches · Colombiaans vrouwenelftal · Olympisch elftal · Colombia U20 · Colombia U17
1938 – 1949 ·
1950 – 1959 ·
1960 – 1969 ·
1970 – 1979 ·
1980 – 1989 ·
1990 – 1999 ·
2000 – 2009 ·
2010 – 2019 ·
2020 – 2029
WK 1962 · 
WK 1990 · 
WK 1994 · 
WK 1998 · 
WK 2014 · 
WK 2018
OS 1968 · 
OS 1972 · 
OS 1980 · 
OS 1992 · 
OS 2016
1938 · 
1939 · 1940 · 1941 · 1942 · 1943 · 1944 · 
1946 · 
1947 · 
1948 · 
1949 · 
1950 · 1951 · 1952 · 1953 · 1954 · 1955 · 1956 · 
1957 · 
1958 · 1959 · 1960 · 
1961 · 
1962 · 
1963 · 
1964 · 
1965 · 
1966 · 
1967 · 
1968 · 
1969 · 
1970 · 
1971 · 
1972 · 
1973 · 
1974 · 
1975 · 
1976 · 
1977 · 
1978 · 
1979 · 
1980 · 
1981 · 
1982 · 
1983 · 
1984 · 
1985 · 
1986 · 
1987 · 
1988 · 
1989 · 
1990 ·
1991 · 
1992 · 
1993 · 
1994 · 
1995 · 
1996 · 
1997 · 
1998 · 
1999 · 
2000 · 
2001 · 
2002 · 
2003 · 
2004 · 
2005 · 
2006 · 
2007 · 
2008 · 
2009 · 
2010 · 
2011 · 
2012 · 
2013 · 
2014 · 
2015 · 
2016 · 
2017 ·
2018 ·
2019 ·
2020 ·
2021
Algerije ·
Argentinië ·
Australië ·
Bahrein ·
België ·
Bolivia · 
Brazilië ·
Canada ·
Chili ·
China · 
Costa Rica ·
Cuba ·
DDR ·
Duitsland ·
Ecuador ·
Egypte ·
El Salvador ·
Engeland ·
Finland ·
Frankrijk ·
Griekenland ·
Guatemala · 
Haïti ·
Honduras ·
Hongarije ·
Hongkong ·
Ierland ·
Irak ·
Israël ·
Ivoorkust ·
Jamaica ·
Japan ·
Joegoslavië ·
Jordanië ·
Kameroen ·
Koeweit · 
Liberia · 
Marokko ·
Mexico ·
Montenegro ·
Nederland ·
Nederlandse Antillen ·
Nicaragua ·
Nieuw-Zeeland · 
Nigeria ·
Noord-Ierland ·
Noorwegen ·
Panama ·
Paraguay ·
Peru ·
Polen ·
Puerto Rico ·
Qatar ·
Roemenië ·
Saoedi-Arabië ·
Schotland ·
Senegal ·
Servië ·
Slovenië ·
Slowakije ·
Sovjet-Unie ·
Spanje ·
Trinidad en Tobago ·
Tsjecho-Slowakije ·
Tunesië · 
Turkije · 
Uruguay ·
Venezuela ·
Verenigde Arabische Emiraten · 
Verenigde Staten ·
Zuid-Afrika ·
Zuid-Korea ·
Zweden ·
Zwitserland
Brazilië (2014) ·
Engeland (2018) ·
Griekenland (2014) ·
Ivoorkust (2014) ·
Japan (2014) ·
Japan (2018) ·
Polen (2018) ·
Senegal (2018) ·
Uruguay (2014)
KNVB ·
A-internationals ·
Bondscoaches (m) ·
Topscorers ·
Nederlands vrouwenelftal ·
Bondscoaches (v) ·
Nederland B ·
Olympisch elftal ·
Jong Oranje ·
Nederland –20 ·
Nederland –19 ·
Nederland –18 ·
Nederland –17 ·
Nederland –16 ·
Nederland –15 ·
Nederlands amateurelftal ·
Nederlands zaterdagelftal ·
Jong OranjeLeeuwinnen ·
Vrouwen –20 ·
Vrouwen –19 ·
Vrouwen –18 ·
Vrouwen –17 ·
Vrouwen –16 ·
Vrouwen –15 ·
Militair mannenelftal ·
Militair vrouwenelftal ·
Strandteam ·
Vrouwen Strandteam ·
Futsalteam ·
Vrouwen Futsalteam

EK-wedstrijden ·
WK-wedstrijden ·
Resultaten kwalificaties en eindronden ·
Nederland B-wedstrijden ·
Officieuze wedstrijden ·
EK-wedstrijden vrouwen ·
WK-wedstrijden vrouwen ·
Resultaten vrouwen kwalificaties en eindronden
1905 – 1919 ·
1920 – 1929 ·
1930 – 1939 ·
1940 – 1949 ·
1950 – 1959 ·
1960 – 1969 ·
1970 – 1979 ·
1980 – 1989 ·
1990 – 1999 ·
2000 – 2009 ·
2010 – 2019 ·
2020 – 2029
2015 ·
2016 ·
2017 ·
2018 ·
2019 ·
2020 ·
2021 · 
2022
EK's: 1976 · 
1980 · 
1988 · 
1992 · 
1996 · 
2000 · 
2004 · 
2008 · 
2012 · 
2020 · 
2024
WK's: 1934 · 
1938 · 
1974 · 
1978 · 
1990 · 
1994 · 
1998 · 
2006 · 
2010 · 
2014 · 
2022
OS: 1908 ·
1912 ·
1920 ·
1924 ·
1928 ·
1948 ·
1952 ·
2008
Albanië ·
Andorra ·
Argentinië ·
Armenië ·
Australië ·
België ·
Bosnië en Herzegovina ·
Brazilië ·
Bulgarije ·
Canada ·
Chili ·
China ·
Colombia ·
Costa Rica ·
Curaçao ·
Cyprus ·
DDR ·
Denemarken ·
Duitsland ·
Ecuador ·
Egypte ·
Engeland ·
Estland ·
Faeröer ·
Finland ·
Frankrijk ·
GOS · 
Georgië ·
Ghana ·
Gibraltar ·
Griekenland ·
Hongarije ·
Ierland ·
IJsland ·
Indonesië ·
Iran ·
Israël ·
Italië ·
Ivoorkust ·
Japan ·
Joegoslavië ·
Kameroen ·
Kazachstan ·
Kroatië ·
Letland ·
Liechtenstein ·
Luxemburg ·
Malta ·
Marokko ·
Mexico ·
Moldavië ·
Montenegro ·
Nederlandse Antillen ·
Nigeria ·
Noord-Ierland ·
Noord-Macedonië ·
Noorwegen ·
Oekraïne ·
Oostenrijk ·
Paraguay ·
Peru ·
Polen ·
Portugal ·
Qatar ·
Roemenië ·
Rusland ·
Saarland ·
San Marino ·
Saoedi-Arabië ·
Schotland ·
Senegal ·
Servië en Montenegro ·
Slovenië ·
Slowakije ·
Sovjet-Unie ·
Spanje ·
Suriname ·
Thailand ·
Tsjechië ·
Tsjecho-Slowakije ·
Tunesië ·
Turkije ·
Uruguay ·
Verenigd Koninkrijk ·
Verenigde Staten ·
Wales ·
Wit-Rusland ·
Zuid-Afrika ·
Zuid-Korea ·
Zweden ·
Zwitserland
Argentinië (1978) ·
Argentinië (2006) ·
Argentinië (2014) ·
Argentinië (2022) ·
Australië (2014) ·
Brazilië (2014) ·
Chili (2014) · 
Costa Rica (2014) ·
Denemarken (2010) ·
Denemarken (2012) ·
Duitsland (2012) · 
Ecuador (2022) · 
Frankrijk (2008) ·
Italië (2008) ·
Ivoorkust (2006) ·
Japan (2010) ·
Kameroen (2010) ·
Mexico (2014) · 
Noord-Macedonië (2021) · 
Oekraïne (2021) · 
Oostenrijk (2021) · 
Portugal (2006) ·
Portugal (2012) ·
Portugal (2019) ·
Qatar (2022) ·
Roemenië (2008) ·
Rusland (2008) ·
San Marino (2011) ·
Senegal (2022) ·
Servië en Montenegro (2006) ·
Sovjet-Unie (1988) ·
Spanje (2010) ·
Spanje (2014) ·
Tsjechië (2021) · 
Uruguay (2010) ·
Verenigde Staten (2022) · 
West-Duitsland (1974)